# Bethlehem (Virginie-Occidentale)
Pour les articles homonymes, voir Bethlehem.
Le village de Bethlehem est situé dans le comté d’Ohio, dans l’État de Virginie-Occidentale, aux États-Unis. Sa population s’élevait à 2 499 habitants lors du recensement de 2010, estimée à 2 398 habitants en 2016.

## Démographie
| Groupe            | Bethlehem | Virginie-Occidentale | États-Unis |
| ----------------- | --------- | -------------------- | ---------- |
| Blancs            | 95,8      | 93,9                 | 72,4       |
| Asiatiques        | 1,5       | 0,7                  | 4,8        |
| Métis             | 1,2       | 1,5                  | 2,9        |
| Noirs             | 1,1       | 3,4                  | 12,6       |
| Autres            | 0,2       | 0,4                  | 6,2        |
| Amérindiens       | 0,1       | 0,2                  | 0,9        |
| Total             | 100       | 100                  | 100        |
|                   |           |                      |            |
| Latino-Américains | 0,5       | 1,2                  | 16,7       |

Selon l'American Community Survey, pour la période 2011-2015, 97,81 % de la population âgée de plus de 5 ans déclare parler l'anglais à la maison, 0,78 % déclare parler le grec, 0,70 % une langue chinoise, 0,54 % l'espagnol et 0,17 % l'arabe.

## Source
- (en) Cet article est partiellement ou en totalité issu de l’article de Wikipédia en anglais intitulé « Bethlehem, West Virginia » (voir la liste des auteurs).

1. ↑  (en) « Bethlehem, WV Population - Census 2010 and 2000 », sur censusviewer.com (consulté le 12 avril 2016).
2. ↑  (en) « Population of West Virginia - Census 2010 and 2000 », sur censusviewer.com (consulté le 12 avril 2016).
3. ↑  (en) « Language spoken at home by ability to speak English for the population 5 years and over », sur factfinder.census.gov (consulté le 22 mars 2017)